# Ipomoea arborescens
El cazahuate de monte (Ipomoea arborescens) es un árbol silvestre de la familia de las convolvuláceas. Es utilizado como ornamental. Se diferencia de I. pauciflora por su corteza amarillenta y pedúnculos pedícelos y sépalos finamente pubescentes. Y se diferencia de I. murucoides por sus corolas glabras y por la pubescencia de las hojas.

## Descripción

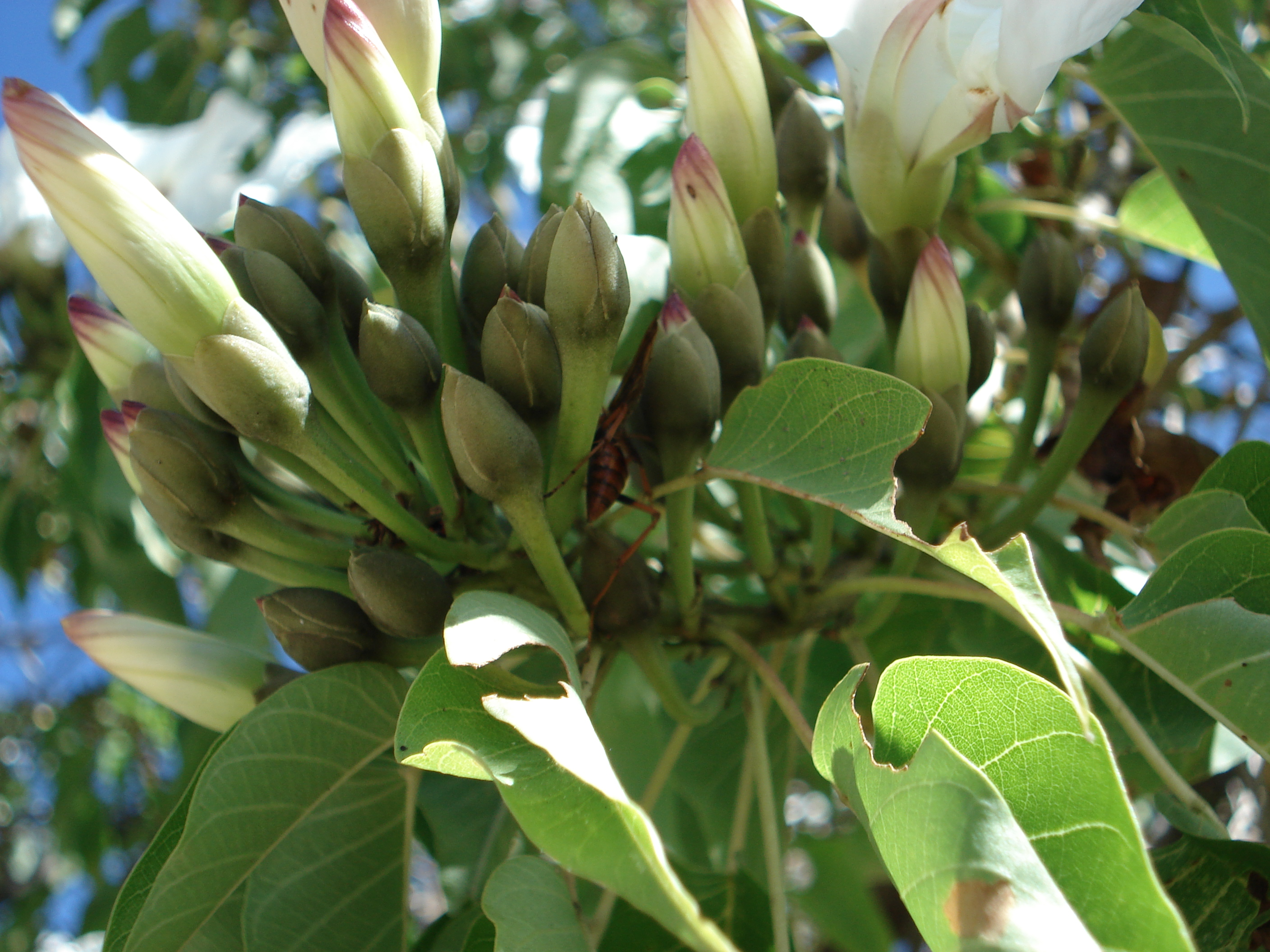
Ipomoea arborescens inflorescencia.

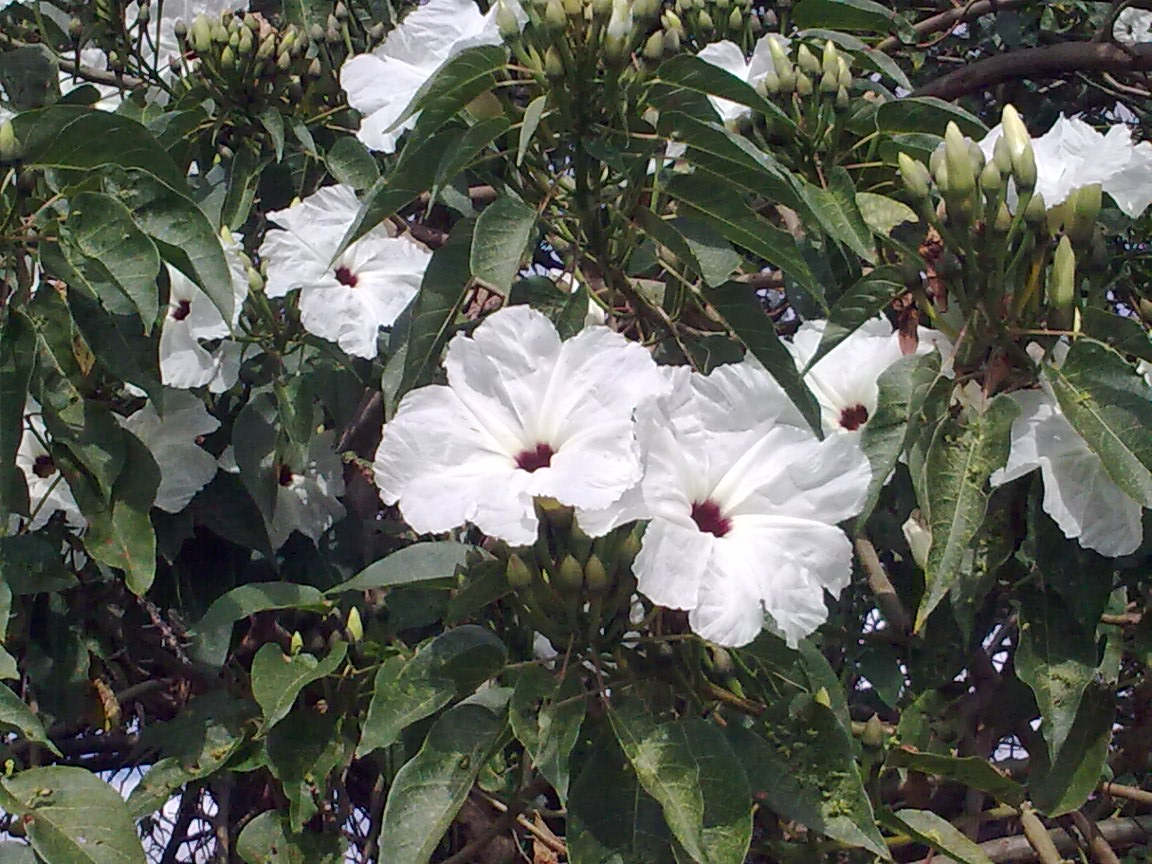
Flores de Ipomoea arborescens o también conocido como el árbol de las glorias de la mañana (en inglés, Morning glory tree)

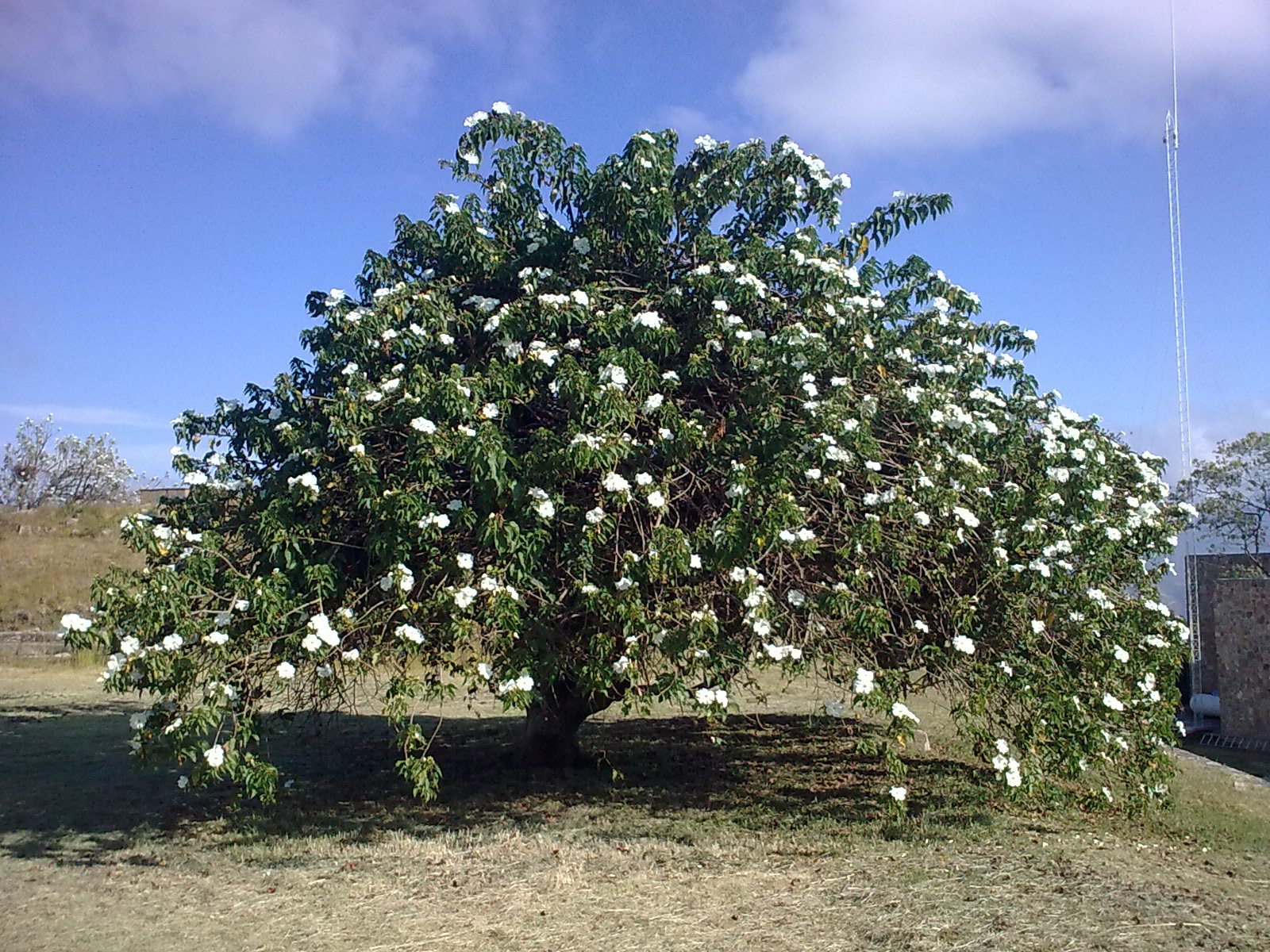
Ipomoea arborescens en Monte Albán, Oaxaca

Mide de 1 a 4 metros es caducifolio y es bastante resistente al ambiente seco. Produce semilla mediante una vaina color café.  La reproducción puede ser por semillas o esquejes leñosos. Junto con el mezquite, huizache y palo verde, forma parte de la vegetación natural del Bajío de México.
Su corteza es amarilla y los tallos finamente pubescentes, amarillentos y con látex blanco. Sus hojas son simples finamente pubescentes en ambas caras. Las flores son blancas con el cáliz finamente pubescente y la corola mide de 4 a 6 cm. El interior de la corola es púrpura.
La floración toma lugar de octubre a marzo. Existe otra especie arbusto/enredadera de flores moradas. Se han reportado propiedades medicinales. A pesar de ser un árbol nativo mexicano, son pocos los esfuerzos por su cultivo o reintroducción en lugares deforestados.

## Distribución y hábitat
Crece en forma silvestre en las selvas secas y bosques templados en varios estados de México. Es resistente al ambiente seco y crece en lugares de laderas. Es de los pocos árboles que pueden sobrevivir en ambientes deforestados y zonas perturbadas.

## Taxonomía
Ipomoea arborescens  fue descrito por (Humb. & Bonpl. ex Willd.) G.Don y publicado en A General History of the Dichlamydeous Plants 4: 267. 1838.
Etimología
Ver: Ipomoea
arborescens: epíteto latíno que significa "con forma de árbol".
Sinonimia
- Convolvulus arborescens Humb. & Bonpl. ex Willd.[3]

## Nombres comunes
En México se nombra casahuate o cazahuate, casahuate blanco y quauhzahuatl, de origen nahuatl; también se conoce como palo santo en Sonora palo blanco en Sonora y Sinaloa. En Bolivia se lo dice tararaqui, palabra de origen chané. En El Salvador se le conoce como tutumushte o tutumustagua, siete pellejos, siete camisas, palo de ceniza; también se nombra palo bobo en El Salvador y Morelos, México, en los límites de Jalisco y Michoacán lo conocen como Ozote; u Ochote por Aguascalientes.